# San Siro Stadio (métro de Milan)
San Siro Stadio est la station terminus ouest de la ligne 5 du métro de Milan. Elle est située à Milan en Italie.
Elle dessert notamment le Stade San Siro.

## Situation sur le réseau

Plan du métro (2021)

Établie en souterrain, San Siro Stadio est la station terminus ouest de la ligne 5 du métro de Milan. Elle est située avant la station San Siro Ippodromo, en direction du terminus nord Bignami.
Elle dispose des deux voies de la ligne, encadrées par deux quais latéraux.

## Histoire
La station San Siro Stadio est mise en service le 29 avril 2015, lors de la mise en service de la section de Garibaldi FS à San Siro Stadio. Elle est nommée en référence au stade éponyme qu'elle dessert.

## À proximité
- Stade San Siro